# Mistrovství světa ve vodním slalomu 1951
Mistrovství světa ve vodním slalomu 1951 se uskutečnilo ve rakouském Steyru pod záštitou Mezinárodní kanoistické federace. Jednalo se o 2. mistrovství světa ve vodním slalomu.

## Muži

### Kánoe
| Závod       | Zlato                                                                                        | Body  | Stříbro                                                                                         | Body   | Bronz                                                                                               | Body   |
| C1          | Švýcarsko Charles Dussuet                                                                    | 251.6 | Československo Jaroslav Váňa                                                                    | 260.8  | Francie Jacques Marsigny                                                                            | 301.5  |
| C1 družstvo | Československo Václav Nič Jaroslav Váňa Jan Pecka                                            | 846.8 | Francie Jacques Marsigny Roger Paris Pierre Biehler                                             | 985.4  | —                                                                                                   |        |
| C2          | Francie Claude Neveu Roger Paris                                                             | 274.2 | Francie Jacques Musson André Pean                                                               | 286.6  | Československo Václav Havel Jiří Pecka                                                              | 346.9  |
| C2 družstvo | Francie Pierre d'Alençon a Jean Dreux Jacques Musson a André Pean Claude Neveu a Roger Paris | 985.0 | Československo Václav Nič a Jan Šulc Bohuslav Fiala a Bohumil Berdych Václav Havel a Jiří Pecka | 1114.8 | Švýcarsko Charles Dussuet a Deglise Melle Pierre Dufour a R. Esseiva Jean-Paul Rössinger a R. Junod | 1341.0 |

### Kajak
| Závod       | Zlato                                                  | Body  | Stříbro                                                 | Body  | Bronz                                               | Body  |
| K1          | Rakousko Hans Frühwirth                                | 184.2 | Rakousko Rudolf Pillwein                                | 201.0 | Rakousko Rudolf Sausgruber                          | 208.0 |
| K1 družstvo | Rakousko Hans Frühwirth Rudolf Pillwein Othmar Eiterer | 646.6 | Západní Německo Albert Krais Ernst Sonntag Erich Seidel | 705.3 | Švýcarsko Eduard Kunz Werner Zimmermann Jean Engler | 766.1 |

## Ženy

### Kajak
| Závod       | Zlato                                                              | Body  | Stříbro                                                             | Body  | Bronz                                                           | Body   |
| K1          | Rakousko Gerti Pertlwieserová                                      | 235.6 | Rakousko Fritzi Schwinglová                                         | 249.0 | Západní Německo Anni Reifingerová                               | 287.5  |
| K1 družstvo | Rakousko Gerti Pertlwieserová Fritzi Schwinglová Heidi Pillweinová | 774.5 | Západní Německo Anni Reifingerová Liesl Fischerová Anni Anwanderová | 839.3 | Švýcarsko Eva Specková Elsa Oderholzová Madeleine Zimmermannová | 1069.2 |

## Medailové pořadí zemí
| Pořadí | Země            | Zlato | Stříbro | Bronz | Celkem |
| ------ | --------------- | ----- | ------- | ----- | ------ |
| 1      | Rakousko        | 4     | 2       | 1     | 7      |
| 2      | Francie         | 2     | 2       | 1     | 5      |
| 3      | Československo  | 1     | 2       | 1     | 4      |
| 4      | Švýcarsko       | 1     | 0       | 3     | 4      |
| 5      | Západní Německo | 0     | 2       | 1     | 3      |
| Celkem | Celkem          | 8     | 8       | 7     | 23     |